# Кутлаш
Кутла́ш — село в Україні, у Горінчівській сільській громаді Хустського району Закарпатської області. Населення становить 50 осіб (станом на 2001 рік). Село розташоване у центрі Хустського району, за 15,1 кілометра від районного центру.

## Назва
Назва походить від слова котел (долина).
Перша згадка у 1898 як Kutlás, пізніше: 1944-Kutlás, Кутляшъ, 1983-Кутлаш

## Географія
Село Кутлаш лежить за 15,1 км на північний схід від районного центру, фізична відстань до Києва — 546,9 км.

## Історія
Поселення вперше було створене як господарство на початку минулого століття в невеликій долині на околиці Горінчова.

## Населення
Станом на 1989 рік у селі проживали 76 осіб, серед них — 39 чоловіків і 37 жінок.
За даними перепису населення 2001 року у селі проживали 50 осіб. Рідною мовою назвали:
| Мова       | Кількість осіб | Відсоток |
| ---------- | -------------- | -------- |
| українська | 50             | 100,00%  |

## Політика
Голова сільської ради — Конопацька Олена Іванівна, 1958 року народження, вперше обрана у 2006 році. Інтереси громади представляють 22 депутати сільської ради:
| Партія        | Кількість депутатів | Відсоток |
| ------------- | ------------------- | -------- |
| самовисування | 22                  | 100,00%  |

## Транспорт
Через село проходить автомобільний шлях регіонального значення Р21 Долина—Хуст.